# Henri de Jawor
Henri de Jawor (en polonais Henryk I Jaworski) né vers 1292/1296 – mort entre le 6 mars et le 15 mai 1346, est un prince polonais membre de la lignée des Piast de Silésie qui règne sur le duché de Jawor de 1301/1312 à 1346. 

## Éléments de biographie

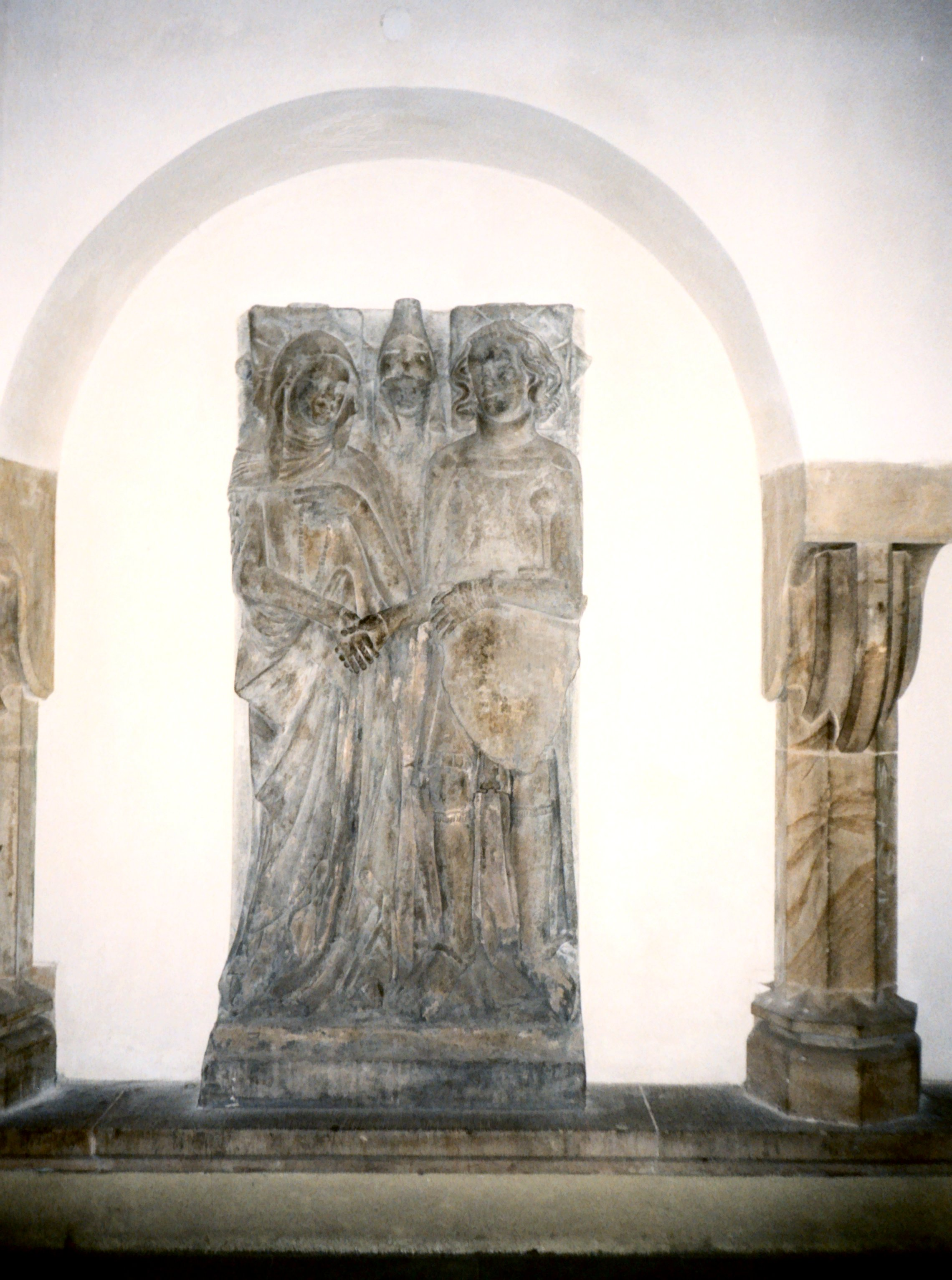
Dalle funéraire conservée à Lwówek Śląski, qui est peut-être celle du duc Henri de Jawor et de son épouse Agnès de Bohême

Henri est le second fils de Bolko Ier de Świdnica, duc de Jawor et de Świdnica, et de son épouse Béatrice de Brandebourg, fille du margrave Othon V de Brandebourg. Après la mort de son père en 1301, il est comme ses frères placé sous la tutelle de leur oncle maternel Hermann Ier de Brandebourg jusqu'en 1305, lorsque l'ainé Bernard est jugé suffisamment âgé pour gouverner. Lors du partage effectif des domaines familiaux réalisé en 1312, il reçoit Jawor et le Château Fürstenstein où il règne jusqu'à sa mort. Il est inhumé avec son épouse chez les cisterciens de l'Abbaye de Grüssau (en polonais Krzeszów). La pierre tombale d'Henri et de son épouse a peut-être été transférée dans le couvent franciscains de Lwówek Śląski.
Henri de Jawor épouse en 1319 Agnès de Bohême (née le 15 juin 1305 morte 4 janvier 1336/1337), fille unique du roi Venceslas II de Bohême et de sa seconde épouse Élizabeth Ryksa, et dont il n'a pas d'enfant. Son patrimoine échoit donc à son neveu Bolko II de Świdnica fils de son frère ainé Bernard de Świdnica.

## Sources
- (de) Europäische Stammtafeln Vittorio Klostermann, Gmbh, Francfort-sur-le-Main, 2004  (ISBN 3465032926), Die Herzoge von Schweidnitz und Jauer †1368 und von Münsterberg †1428 des Stammes der Piasten Volume III Tafel 12.
- (en) & (de) Peter Truhart, Regents of Nations, K. G Saur Münich, 1984-1988  (ISBN 359810491X), Art. « Schweidnitz (Pol. Swidnica) Fürstenberg + Jauer » p. 2455.